# Albert - warum?
Pour plus de détails, voir Fiche technique et Distribution.
Albert - warum? est un film allemand réalisé par Josef Rödl, sorti en 1978.

## Synopsis
Albert rentre dans son ville natale après un séjour en hôpital psychiatrique, mais les habitants lui sont hostiles.

## Fiche technique
- Titre : Albert - warum?
- Réalisation : Josef Rödl
- Scénario : Josef Rödl
- Photographie : Karlheinz Gschwind
- Montage : Josef Rödl
- Production : Josef Rödl
- Société de production : Hochschule für Fernsehen und Film München
- Pays :  Allemagne de l'Ouest
- Genre : Drame
- Durée : 115 minutes
- Dates de sortie : 
  -  Allemagne de l'Ouest : 28 octobre 1978

## Distribution
- Fritz Binner : Albert
- Elfriede Bleisteiner : Eva
- Michael Eichenseer : le père d'Albert
- Georg Schießl : Hans

## Distinctions
Le film a remporté le prix FIPRESCI lors de la Berlinale 1979.